# 朝霧站 (熊本縣)

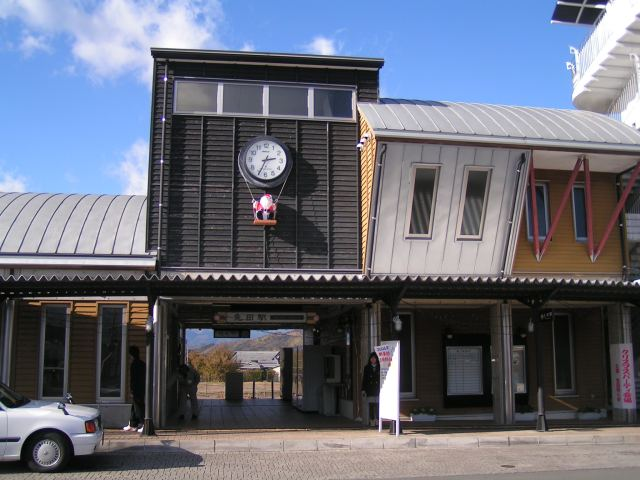
車站入口

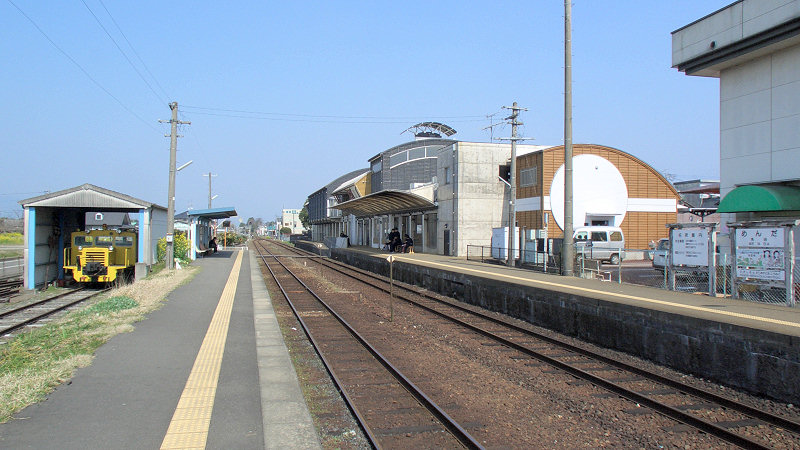
月台

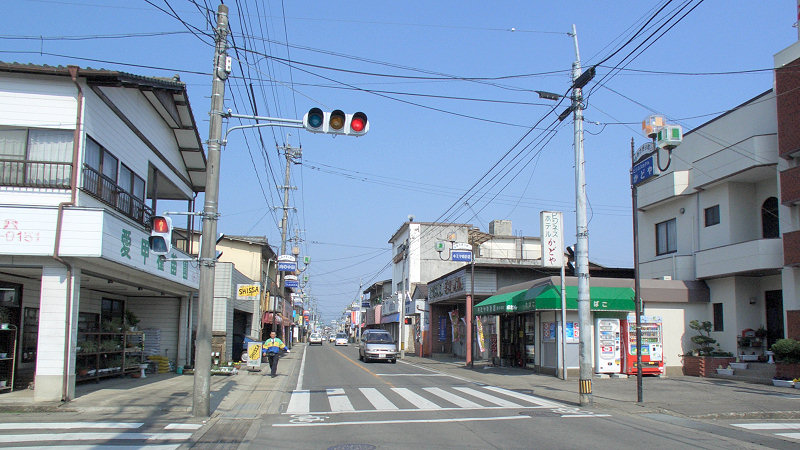
車站周邊

朝霧站（日语：／ Asagiri eki */?）是一位於熊本縣球磨郡朝霧町（あさぎり町）免田，球磨川鐵道湯前線沿線的鐵路車站。在2009年之前舊稱免田。

## 車站構造
朝霧車站設有相對式月台共2面2線，可供6節車廂停靠，並有側線提供給保線車輛停放。站內設有公共電話。朝霧是球磨川鐵道沿線唯一可供列車會車的車站，實行路牌交接的業務。站房目前被作為免田町（現在的朝霧町）商工社區中心「Poppo館」（ポッポー館），是朝霧站、JA（日本農業協同組合）球磨免田支所、研修室與圖書館等多功能建築的暱稱。

## 車站周邊
車站在朝霧町中心，國道219號沿著市區延伸，商店也在車站附近。同時，國道219號上面有產交巴士的免田站前公車站。
- 朝霧町商工自治團體中心「Poppō館」
- 中球磨A-COOP（日语：エーコープ）超級市場 - 站前。
- 國道219號 - 約100公尺。
- 免田郵局 - 國道219號上。約200公尺。
- 肥後銀行免田支店 - 約200公尺。
- 朝霧町立免田小學 - 約300公尺。
- 朝霧町立免田中學 - 約300公尺。
- 朝霧町公所 - 車站東北方約300公尺。
- 南稜高級中學 - 約500公尺。

## 歷史
- 1924年3月30日：以免田的站名啟用。
- 1987年4月1日：日本國鐵分割民營化後成為九州旅客鐵道（JR九州）轄下的車站。
- 1989年10月1日：湯前線交由球磨川鐵道營運。
- 2009年4月1日 - 配合已經在2003年合併改制時進行變動過的所在地行政區名（朝霧町），站名改為朝霧。

## 相鄰車站
球磨川鐵道
湯前線
岡留幸福－朝霧－東免田

## 外部連結
- 球磨川鐵道各站資訊 （页面存档备份，存于）（日語）